# Атина Болярска
Атина Болярска e съпругата на българския писател Иван Вазов.

## Биография
Родена е в Русе през 1860 г. Дъщеря е на русенския еснаф-устбашия К. Болярски. Има брат Георги Болярски. Отначало учи в родния си град. С помощта на вуйчо си Васил Друмев продължава обучението си във Фундуклевския лицей в Киев, където се запознава с Вазови творби. След това се връща в България.

## Отношения с Вазови
Женят се през 1891 г., като живеят заедно година и 3 мес. Прогонена е от свекърва си Съба Вазова. Опитите на Иван Вазов да се разведе са без успех и така остава без потомство.
Атина Болярска се появява изневиделица на погребението му и въпреки протестите на Вазовци застава начело на погребалното шествие. Тя наследява по-голямата част от парите на писателя.
След като е пребита жестоко от разгневени съкооператори умира в София през 1950 г.